# جاش برایسلند
جاش برایسلند (انگلیسی: Josh Bryceland؛ زادهٔ ۲۳ مارس ۱۹۹۰) دوچرخه‌سوار اهل بریتانیا است.
وی در مسابقات کشوری و بین‌المللی در مجموع برندهٔ ۱ مدال طلا شده‌است.